# Alegeri locale în Republica Moldova, 2015

Rezultatele pe fiecare unitate administrativ-teritorială

Alegerile locale generale din 2015 din Republica Moldova au avut loc în data de 14 iunie. Pentru localitățile în care nu s-a reușit alegerea primarului acesta a reprezentat primul tur, urmând ca peste două săptămâni, pe 28 iunie 2015, să aibă loc turul doi. În cadrul scrutinului, urmau să fie aleși 898 de primari ai localităților și 11.680 de consilieri locali, dintre care — 1.116 în consiliile locale de nivelul II și 10.564 în consiliile locale de nivelul I.
În cadrul primului tur al alegerilor locale generale din 14 iunie 2015, în 439 de localități din țară au fost aleși primarii. În alte 457 de localități, în care nu s-a reușit alegerea primarului din primul tur, va avea loc turul doi de scrutin, iar în două localități vor avea loc alegeri repetate.

## Reguli electorale
Pentru a se înscrie în cursă, candidații la funcțiile de primari în sate trebuie să colecteze nu mai puțin de 150 de semnături, iar pentru a candida la funcția de primar al Chișinăului - 10.000 de semnături, iar pentru funcția de primar al Bălțiului - 5375 de semnături. La 9 aprilie 2015 Comisia Electorală Centrală a publicat lista de 43 de formațiuni politice care au dreptul să participe la scrutin. Conform Codului Electoral (art.119), primarii orașelor (municipiilor), sectoarelor, satelor (comunelor) și consilierii în consiliile raionale, orășenești (municipale) și sătești (comunale) se aleg prin vot universal, egal, direct, secret și liber exprimat, pentru un mandat de 4 ani. Sunt considerate valabile alegerile din circumscripțiile electorale, în care au participat 1/4 din numărul persoanelor înscrise în listele electorale. Dacă alegerile dintr-o circumscripție nu sunt validate, se organziează alegeri repetate. 
Dacă nici un candidat nu întrenește 50% + un vot din numărul total al voturilor, urmează a fi organizat turul doi de scrutin. În turul doi, în buletinele de vot sunt înscriși primii 2 candidați care au întrunit cel mai mare număr de voturi la alegerile din 14 iunie 2015. Înscrierea în buletin a celor doi candidați se face în ordinea descrescătoare a numărului de voturi acumulate în primul tur de scrutin. Dacă unul dintre cei doi candidați se retrage din cursa electorală până cel târziu cu 7 zile înainte de ziua votării, scrutinul se va desfășura între candidatul rămas și următorul candidat care a acumulat cel mai mare număr de voturi în primul scrutin. Campania electorală a durat două luni înainte de primul tur de scrutin, și a reînceput peste două zile după acesta, în ziua de marți 16 iunie - pentru turul doi de scrutin.

## Sondaje
Rezultatele sondajelor pe țară:
| Data              | Sondaj | Partid | Partid | Partid | Partid | Partid | Partid | Partid |
| Data              | Sondaj | PSRM   | PCRM   | PL     | PLDM   | PDM    | PN     | PPE    |
| ----------------- | ------ | ------ | ------ | ------ | ------ | ------ | ------ | ------ |
| 1-12 aprilie 2015 | ASDM   | 17,9%  | 10,7%  | 10,4%  | 9,8%   | 8,1%   | 5,9%   | 5,1%   |
| aprilie 2015      | ASDM   | 25,5%  | 15,3%  | 14,8%  | 14%    | 11,5%  | 8,4%   | 7,3%   |

## Desfășurare
La alegerile locale generale din 14 iunie 2015 au participat 1.386.180 de alegători, ceea ce constituie 48,95%. Practic toate secțiile de votare din țară a fost depășit pragul de 25% prezență la vot, ceea ce înseamnă că alegerile sunt valide.
Din cei circa 1 386 180 alegători care și-au exercitat dreptul la vot la alegerile locale generale din 14 iunie, cei mai mulți votanți - 51,05% sau 707.612 alegători au peste 50 de ani. Din numărul total de votanți la scrutin, componența de gen este următoarea: 638.762 (46,08%) sunt bărbați și 747.416 (53,92%) sunt femei.
Cea mai înaltă rată de prezență la urne s-a înregistrat în raionul Dondușeni – 58,08%.
Cea mai scăzută rată de prezență a fost în UTA Găgăuzia – 43,08%.
Cea mai înaltă participare a fost în secțiile: din satul Pocrovca, raionul Dondușeni – 85,89%; secția de votare 1/60 din sectorul Botanica (Chișinău) – 80,2%; și secția de votare din satul Răcăria, raionul Rîșcani – 77,96%.
În municipiul Chișinău au votat 47,4% din alegători, iar municipiul Bălți – 48,1%.
În urma desfășurării alegerilor locale generale din 14 iunie 2015, au fost aleși 439 primari (inclusiv primarul municipiului Bălți), dintre aceștia 358 sunt bărbați și 81 sunt femei.
Într-o singură localitate din țară, prezența la urne a fost sub 25% – în satul Ulmu din raionul Ialoveni, alegerile primarului și consilierilor din sat fiind declarate nevalabile. În satul Topala din raionul Cimișlia, la secția de votare un grup de alegători a spart urna de vot, au rupt buletinele și au distrus un calculator, fiind nemulțumiți de faptul că mai multe persoane, locuitori ai altor sate, au fost aduși la secția de votare cu autobuzul. Procesul de vot a fost stopat, urmând ca peste două săptămâni să fie organizate alegeri repetate. Până la momentul incidentului, în satul Topala și-au exercitat dreptul la vot 415 alegători.
Spre deosebire de actualul scrutin, în cadrul alegerilor locale generale din 5 iunie 2011, din primul tur au fost aleși primarii în 645 localități.
În 10 localități (Mihăileni, Briceni; Ciripcău, Florești; Semionovca, Ștefan Vodă; Horodiște, Rezina; Puhoi, Molești și Zîmbreni din raionul Ialoveni; Zahoreni, Orhei; Beșalma și Avdarma și UTA Găgăuzia) candidatul la funcția de primar a obținut 100% din voturile valabil exprimate. În nouă din aceste cazuri în buletinul de vot era înscris doar câte un singur concurent electoral, iar în satul Ciripcău din raionul Florești unul din cei doi candidați a obținut toate 100% din voturile exprimate.
Conform rezultatelor electorale obținute în cadrul alegerilor locale generale din 2015, din cei 898 primari aleși 185 (20,6%) sunt femei, adică fiecare al cincilea primar este femeie.

## Rezultate

### Rezultatele alegerilor locale pe țară
Rezultatele alegerilor locale din 14 și 28 iunie 2015 din Republica Moldova 
| Partide și coaliții                                         | Partide și coaliții                                                        | Consilii raionale și municipale | %       | Locuri | Consilii orășenești și sătești | %       | Locuri | Primari | %       |
| ----------------------------------------------------------- | -------------------------------------------------------------------------- | ------------------------------- | ------- | ------ | ------------------------------ | ------- | ------ | ------- | ------- |
|                                                             | Partidul Democrat din Moldova                                              | 226.205                         | 17,59%  | 258    | 232.120                        | 21,86%  | 2808   | 286     | 31,92%  |
|                                                             | Partidul Comuniștilor din Republica Moldova                                | 131.549                         | 10,23%  | 138    | 116.331                        | 10,95%  | 1191   | 77      | 8,59%   |
|                                                             | Partidul Socialist din Moldova                                             | 822                             | 0,06%   | —      | 502                            | 0,05%   | 3      | —       | —       |
|                                                             | Partidul Legii și Dreptății                                                | 1.013                           | 0,08%   | —      | —                              | —       | —      | —       | —       |
|                                                             | Partidul Popular Creștin Democrat                                          | 419                             | 0,03%   | —      | 156                            | 0,01%   | —      | —       | —       |
|                                                             | Partidul Liberal                                                           | 162.370                         | 12,62%  | 92     | 86.825                         | 8,18%   | 756    | 52      | 5,80%   |
|                                                             | Partidul Socialiștilor din Republica Moldova                               | 213.041                         | 16,56%  | 159    | 130.908                        | 12,33%  | 1293   | 52      | 5,80%   |
|                                                             | Mișcarea social-politică Ravnopravie                                       | 439                             | 0,03%   | —      | 6.079                          | 0,57%   | 18     | 1       | 0,11%   |
|                                                             | Partidul Verde Ecologist                                                   | 1.293                           | 0,10%   | —      | 932                            | 0,09%   | 5      | —       | —       |
|                                                             | Partidul Nostru                                                            | 143.387                         | 11,15%  | 135    | 87.090                         | 8,20%   | 784    | 43      | 4,80%   |
|                                                             | Partidul Național Liberal                                                  | 9.206                           | 0,72%   | —      | 4.670                          | 0,44%   | 21     | 2       | 0,22%   |
|                                                             | Partidul Liberal Democrat din Moldova                                      | 235.113                         | 18,28%  | 259    | 236.097                        | 22,23%  | 2746   | 285     | 31,81%  |
|                                                             | Partidul "Patrioții Moldovei"                                              | 388                             | 0,03%   | —      | 99                             | 0,01%   | —      | —       | —       |
|                                                             | Partidul "Casa Noastră — Moldova"                                          | 1.378                           | 0,11%   | —      | 1.421                          | 0,13%   | 9      | 1       | 0,11%   |
|                                                             | Mișcarea Populară Antimafie                                                | 4.632                           | 0,36%   | —      | 2.164                          | 0,20%   | 7      | —       | —       |
|                                                             | Partidul Popular din Republica Moldova                                     | 7.997                           | 0,62%   | —      | 6.268                          | 0,59%   | 28     | 1       | 0,11%   |
|                                                             | Partidul "Democrația Acasă"                                                | 4.054                           | 0,32%   | —      | 441                            | 0,04%   | —      | —       | —       |
|                                                             | Partidul Regiunilor din Moldova                                            | 346                             | 0,03%   | —      | 822                            | 0,08%   | 6      | —       | —       |
|                                                             | Partidul Popular Socialist din Moldova                                     | —                               | —       | —      | 131                            | 0,01%   | —      | —       | —       |
|                                                             | Partidul Renaștere                                                         | 985                             | 0,08%   | —      | 847                            | 0,08%   | 4      | —       | —       |
|                                                             | Blocul electoral „Platforma Populară Europeană din Moldova — Iurie Leancă” | 97.879                          | 7,61%   | 67     | 62.690                         | 5,90%   | 512    | 27      | 3,01%   |
|                                                             | Blocul electoral „Lista Poporului”                                         | 2.737                           | 0,21%   | 2      | 1.861                          | 0,18%   | 10     | —       | —       |
|                                                             | Candidați independenți                                                     | 40.985                          | 3,19%   | 6      | 83.597                         | 7,87%   | 372    | 69      | 7,70%   |
| Total (procent %)                                           | Total (procent %)                                                          |                                 | 100,00% | 1116   |                                | 100,00% | 10570  | 898     | 100,00% |
| Sursa: cec.md Arhivat în 16 iunie 2015, la Wayback Machine. |                                                                            |                                 |         |        |                                |         |        |         |         |

### Rezultatele alegerilor în consiliile raionale
| Unitate Teritorială              | Prezență | PLDM   | PDM    | PSRM   | PL     | PN     | PCRM   | PPEM   |
| -------------------------------- | -------- | ------ | ------ | ------ | ------ | ------ | ------ | ------ |
| Municipiul Bălți                 | 48,09%   | 3,78%  | 4,02%  | 5,98%  | 2,49%  | 65,04% | 9,12%  | 4,81%  |
| Municipiul Chișinău              | 47,54%   | 3,62%  | 2,74%  | 31,71% | 29,54% | 6,33%  | 5,14%  | 11,55% |
| ↳ Sectorul Botanica              | 45,99%   | 2,43%  | 1,73%  | 41,32% | 23,83% | 7,31%  | 5,15%  | 9,66%  |
| ↳ Sectorul Buiucani              | 46,22%   | 2,82%  | 1,69%  | 33,75% | 29,04% | 5,79%  | 4,87%  | 12,11% |
| ↳ Sectorul Centru                | 46,71%   | 3,45%  | 2,18%  | 31,47% | 27,88% | 6,31%  | 5,07%  | 13,51% |
| ↳ Sectorul Ciocana               | 45,70%   | 2,60%  | 1,74%  | 31,21% | 33,00% | 6,30%  | 4,12%  | 12,17% |
| ↳ Sectorul Rîșcani               | 47,11%   | 2,83%  | 1,89%  | 36,87% | 25,27% | 7,07%  | 4,61%  | 11,52% |
| ↳ Suburbia Municipiului Chișinău | 52,82%   | 6,91%  | 6,27%  | 16,18% | 38,22% | 5,04%  | 6,68%  | 11,62% |
| Anenii Noi                       | 48,34%   | 24,39% | 18,41% | 13,58% | 9,26%  | 8,79%  | 13,83% | 7,01%  |
| Basarabeasca                     | 43,93%   | 19,24% | 15,58% | 19,67% | 1,51%  | 18,91% | 6,67%  | 5,39%  |
| Briceni                          | 49,67%   | 16,99% | 24,38% | 25,85% | 3,11%  | 16,09% | 9,67%  | —      |
| Cahul                            | 44,74%   | 23,47% | 18,66% | 12,92% | 7,88%  | 12,29% | 11,98% | 12,80% |
| Cantemir                         | 44,64%   | 30,00% | 24,48% | 9,08%  | 10,04% | —      | 13,18% | 8,62%  |
| Călărași                         | 46,03%   | 26,62% | 23,84% | 10,29% | 11,15% | 2,24%  | 6,67%  | 10,86% |
| Căușeni                          | 47,36%   | 27,42% | 18,94% | 10,79% | 6,28%  | —      | 16,26% | 7,73%  |
| Cimișlia                         | 45,47%   | 17,80% | 19,54% | 9,69%  | 5,60%  | 5,72%  | 10,32% | 26,02% |
| Criuleni                         | 56,44%   | 34,21% | 17,48% | 5,88%  | 14,33% | 2,68%  | 15,02% | 6,77%  |
| Dondușeni                        | 58,25%   | 18,85% | 23,12% | 16,71% | 4,35%  | 16,45% | 15,14% | —      |
| Drochia                          | 50,13%   | 13,94% | 17,33% | 15,79% | 3,71%  | 22,66% | 12,71% | 4,56%  |
| Dubăsari                         | 47,72%   | 14,07% | 15,76% | 12,08% | 3,62%  | 3,94%  | 40,50% | 5,19%  |
| Edineț                           | 53,61%   | 19,92% | 25,86% | 15,53% | 3,53%  | 17,73% | 10,44% | 1,67%  |
| Fălești                          | 51,15%   | 14,96% | 16,83% | 17,92% | 5,56%  | 28,51% | 11,45% | 2,87%  |
| Florești                         | 51,21%   | 22,71% | 20,94% | 12,68% | 4,33%  | 11,96% | 20,38% | 4,19%  |
| Glodeni                          | 52,17%   | 15,69% | 31,13% | 14,51% | 5,67%  | 20,19% | 9,07%  | 3,75%  |
| Hîncești                         | 46,39%   | 33,52% | 24,95% | 8,74%  | 8,73%  | 3,33%  | 8,58%  | 7,26%  |
| Ialoveni                         | 50,61%   | 34,05% | 26,93% | 3,65%  | 14,07% | 2,98%  | 7,49%  | 9,72%  |
| Leova                            | 48,77%   | 26,49% | 33,76% | 8,40%  | 6,83%  | 6,30%  | 10,65% | 4,84%  |
| Nisporeni                        | 49,17%   | 23,65% | 38,52% | 4,95%  | 12,61% | —      | 6,63%  | 6,91%  |
| Ocnița                           | 56,22%   | 14,24% | 15,75% | 26,05% | 1,22%  | 16,01% | 22,81% | 2,28%  |
| Orhei                            | 52,37%   | 24,30% | 24,83% | 9,36%  | 15,05% | 5,72%  | 6,17%  | 8,05%  |
| Rezina                           | 55,77%   | 20,70% | 37,07% | 9,37%  | 10,52% | 3,41%  | 13,37% | 2,44%  |
| Rîșcani                          | 54,92%   | 22,92% | 19,88% | 17,23% | 3,34%  | 20,56% | 6,81%  | 1,60%  |
| Sîngerei                         | 48,05%   | 22,83% | 23,35% | 13,94% | 4,48%  | 10,47% | 13,44% | 8,74%  |
| Soroca                           | 49,83%   | 24,42% | 15,74% | 17,14% | 5,08%  | 15,37% | 11,01% | 6,17%  |
| Strășeni                         | 50,03%   | 20,28% | 24,11% | 6,26%  | 18,03% | 3,18%  | 10,55% | 13,70% |
| Șoldănești                       | 57,06%   | 24,23% | 32,28% | 8,68%  | 7,56%  | 8,33%  | 10,63% | 6,12%  |
| Ștefan Vodă                      | 49,53%   | 27,00% | 28,30% | 13,56% | 4,28%  | 5,19%  | 12,84% | 6,46%  |
| Taraclia                         | 48,06%   | 4,92%  | 10,75% | 28,42% | —      | 19,35% | 18,96% | —      |
| Telenești                        | 52,29%   | 38,29% | 27,89% | 3,03%  | 14,70% | 2,71%  | 5,91%  | 5,72%  |
| Ungheni                          | 47,77%   | 24,57% | 19,36% | 13,15% | 9,12%  | 7,40%  | 11,58% | 3,92%  |
| Total                            | 49,32%   | 18,28% | 17,60% | 16,56% | 12,62% | 11,14% | 10,22% | 7,61%  |

Harta prezenței la vot pe raion
Rezultatele pentru Partidul Liberal Democrat din Moldova pe raion:      30–40%     20–30%     10–20%     0–10%
Rezultatele pentru Partidul Democrat din Moldova pe raion:      30–40%     20–30%     10–20%     0–10%
Rezultatele pentru Partidul Socialiștilor din Republica Moldova pe raion:      30–40%     20–30%     10–20%     0–10%
Rezultatele pentru Partidul Liberal pe raion:      20–30%     10–20%     0–10%     0%
Rezultatele pentru Partidul Nostru pe raion:      60–70%     20–30%     10–20%     0–10%     0%
Rezultatele pentru Partidul Comuniștilor din Republica Moldova pe raion:      40–50%     20–30%     10–20%     0–10%
Rezultatele pentru Platforma Populară Europeană din Moldova pe raion:      20–30%     10–20%     0–10%     0%

Ponderea mandatelor la funcția de consilier în consiliile raionale și municipale obținute în cadrul alegerilor din 14 iunie 2015
     PLDM (23,21%)
     PDM (23,12%)
     PSRM (14,25%)
     PCRM (12,37%)
     PN (12,1%)
     PL (8,24%)
     PPEM (6%)
     Candidati independenți (0,54%)
     Alți concurenți (0,18%)
Ponderea mandatelor la funcția de consilier în consilii orășenești și sătești obținute în cadrul alegerilor din 14 iunie 2015
     PDM (26,57%)
     PLDM (25,98%)
     PSRM (12,23%)
     PCRM (11,27%)
     PN (7,42%)
     PL (7,15%)
     PPEM (4,84%)
     Candidati independenți (3,52%)
     Alți concurenți (1,02%)
Ponderea mandatelor la funcția de primar obținute în cadrul alegerilor din 14 și 28 iunie 2015
     PDM (31,92%)
     PLDM (31,81%)
     PCRM (8,59%)
     PSRM (5,8%)
     PL (5,8%)
     PN (4,8%)
     PPEM (3,01%)
     Candidati independenți (7,7%)
     Alți concurenți (0,57%)

#### Consiliul raional Anenii Noi
Rezultatele alegerilor locale din 14 iunie 2015 în Consiliul raional Anenii Noi
|                                                             | Partidul Liberal Democrat din Moldova                                      | 7.935 | 24,39  | 9  |
|                                                             | Partidul Democrat din Moldova                                              | 5.990 | 18,41  | 6  |
|                                                             | Partidul Comuniștilor din Republica Moldova                                | 4.500 | 13,83  | 5  |
|                                                             | Partidul Socialiștilor din Republica Moldova                               | 4.418 | 13,58  | 5  |
|                                                             | Partidul Liberal                                                           | 3.013 | 9,26   | 3  |
|                                                             | Partidul Nostru                                                            | 2.860 | 8,79   | 3  |
|                                                             | Blocul electoral „Platforma Populară Europeană din Moldova — Iurie Leancă” | 2.280 | 7,01   | 2  |
|                                                             |                                                                            |       |        |    |
|                                                             | Partidul Național Liberal                                                  | 881   | 2,71   | 0  |
|                                                             | Partidul "Casa Noastră — Moldova"                                          | 197   | 0,61   | 0  |
|                                                             | Candidați independenți                                                     | 458   | 1,41   | 0  |
| Total (procent 48.34%)                                      | Total (procent 48.34%)                                                     | 32532 | 100,00 | 33 |
| Sursă: cec.md Arhivat în 16 iunie 2015, la Wayback Machine. |                                                                            |       |        |    |

#### Consiliul raional Basarabeasca
Rezultatele alegerilor locale din 14 iunie 2015 în Consiliul raional Basarabeasca
|                                                             | Partidul Socialiștilor din Republica Moldova                               | 2.039 | 19,67  | 6  |
|                                                             | Partidul Liberal Democrat din Moldova                                      | 1.994 | 19,24  | 6  |
|                                                             | Partidul Nostru                                                            | 1.960 | 18,91  | 6  |
|                                                             | Partidul Democrat din Moldova                                              | 1.615 | 15,58  | 4  |
|                                                             | Partidul Comuniștilor din Republica Moldova                                | 691   | 6,67   | 2  |
|                                                             | Blocul electoral „Platforma Populară Europeană din Moldova — Iurie Leancă” | 559   | 5,39   | 1  |
|                                                             | Blocul electoral „Lista Poporului”                                         | 338   | 3,74   | 1  |
|                                                             | Ilie Cernauțan                                                             | 353   | 3,41   | 1  |
|                                                             |                                                                            |       |        |    |
|                                                             | Partidul Liberal                                                           | 157   | 1,51   | 0  |
|                                                             | Candidați independenți                                                     | 609   | 5,89   | 0  |
| Total (procent 43.93%)                                      | Total (procent 43.93%)                                                     | 10365 | 100,00 | 27 |
| Sursă: cec.md Arhivat în 16 iunie 2015, la Wayback Machine. |                                                                            |       |        |    |

#### Consiliul raional Briceni
Rezultatele alegerilor locale din 14 iunie 2015 în Consiliul raional Briceni
|                                                             | Partidul Socialiștilor din Republica Moldova | 7.641 | 25,86  | 9  |
|                                                             | Partidul Democrat din Moldova                | 7.133 | 24,14  | 8  |
|                                                             | Partidul Liberal Democrat din Moldova        | 5.077 | 17,18  | 6  |
|                                                             | Partidul Nostru                              | 4.770 | 16,14  | 6  |
|                                                             | Partidul Comuniștilor din Republica Moldova  | 2.855 | 9,66   | 3  |
|                                                             | Partidul Liberal                             | 918   | 3,11   | 1  |
|                                                             |                                              |       |        |    |
|                                                             | Partidul Popular din Republica Moldova       | 608   | 2,06   | 0  |
|                                                             | Candidați independenți                       | 548   | 1,85   | 0  |
| Total (procent 49.67%)                                      | Total (procent 49.67%)                       | 29550 | 100,00 | 33 |
| Sursă: cec.md Arhivat în 16 iunie 2015, la Wayback Machine. |                                              |       |        |    |

#### Consiliul raional Cahul
Rezultatele alegerilor locale din 14 iunie 2015 în Consiliul raional Cahul
|                                                             | Partidul Liberal Democrat din Moldova                                      | 10.021 | 23,47  | 9  |
|                                                             | Partidul Democrat din Moldova                                              | 7.967  | 18,66  | 7  |
|                                                             | Partidul Socialiștilor din Republica Moldova                               | 5.519  | 12,92  | 4  |
|                                                             | Blocul electoral „Platforma Populară Europeană din Moldova — Iurie Leancă” | 5.465  | 12,80  | 4  |
|                                                             | Partidul Nostru                                                            | 5.249  | 12,29  | 4  |
|                                                             | Partidul Comuniștilor din Republica Moldova                                | 5.115  | 11,98  | 4  |
|                                                             | Partidul Liberal                                                           | 3.366  | 7,88   | 3  |
| Total (procent 44.74%)                                      | Total (procent 44.74%)                                                     | 42702  | 100,00 | 35 |
| Sursă: cec.md Arhivat în 16 iunie 2015, la Wayback Machine. |                                                                            |        |        |    |

#### Consiliul raional Călărași
Rezultatele alegerilor locale din 14 iunie 2015 în Consiliul raional Călărași
|                                                             | Partidul Liberal Democrat din Moldova                                      | 7.416 | 26,62  | 10 |
|                                                             | Partidul Democrat din Moldova                                              | 6.641 | 23,84  | 9  |
|                                                             | Partidul Liberal                                                           | 3.107 | 11,15  | 4  |
|                                                             | Blocul electoral „Platforma Populară Europeană din Moldova — Iurie Leancă” | 3.024 | 10,86  | 4  |
|                                                             | Partidul Socialiștilor din Republica Moldova                               | 2.866 | 10,29  | 3  |
|                                                             | Partidul Comuniștilor din Republica Moldova                                | 1.857 | 6,67   | 2  |
|                                                             | Gheorghe Stratan                                                           | 774   | 2,78   | 1  |
|                                                             |                                                                            |       |        |    |
|                                                             | Partidul Nostru                                                            | 625   | 2,24   | 0  |
|                                                             | Partidul Popular din Republica Moldova                                     | 434   | 1,56   | 0  |
|                                                             | Partidul Popular Creștin Democrat                                          | 419   | 1,50   | 0  |
|                                                             | Partidul Național Liberal                                                  | 142   | 0,51   | 0  |
|                                                             | Candidați independenți                                                     | 550   | 1,97   | 0  |
| Total (procent 46.03%)                                      | Total (procent 46.03%)                                                     | 27855 | 100,00 | 33 |
| Sursă: cec.md Arhivat în 16 iunie 2015, la Wayback Machine. |                                                                            |       |        |    |

#### Consiliul raional Cantemir
Rezultatele alegerilor locale din 14 iunie 2015 în Consiliul raional Cantemir
|                                                             | Partidul Liberal Democrat din Moldova                                      | 6.431 | 30,00  | 11 |
|                                                             | Partidul Democrat din Moldova                                              | 5.249 | 24,48  | 9  |
|                                                             | Partidul Comuniștilor din Republica Moldova                                | 2.825 | 13,18  | 4  |
|                                                             | Partidul Liberal                                                           | 2.152 | 10,04  | 3  |
|                                                             | Partidul Socialiștilor din Republica Moldova                               | 1.946 | 9,08   | 3  |
|                                                             | Blocul electoral „Platforma Populară Europeană din Moldova — Iurie Leancă” | 1.848 | 8,62   | 3  |
|                                                             |                                                                            |       |        |    |
|                                                             | Mișcarea Populară Antimafie                                                | 531   | 2,48   | 0  |
|                                                             | Partidul Popular din Republica Moldova                                     | 458   | 2,14   | 0  |
| Total (procent 44.65%)                                      | Total (procent 44.65%)                                                     | 21440 | 100,00 | 33 |
| Sursă: cec.md Arhivat în 16 iunie 2015, la Wayback Machine. |                                                                            |       |        |    |

#### Consiliul raional Căușeni
Rezultatele alegerilor locale din 14 iunie 2015 în Consiliul raional Căușeni
|                                                             | Partidul Liberal Democrat din Moldova                                      | 9.206 | 27,42  | 10 |
|                                                             | Partidul Democrat din Moldova                                              | 6.358 | 18,94  | 7  |
|                                                             | Partidul Comuniștilor din Republica Moldova                                | 5.458 | 16,26  | 6  |
|                                                             | Partidul Socialiștilor din Republica Moldova                               | 3.624 | 10,79  | 4  |
|                                                             | Blocul electoral „Platforma Populară Europeană din Moldova — Iurie Leancă” | 2.596 | 7,73   | 3  |
|                                                             | Partidul Liberal                                                           | 2.107 | 6,28   | 2  |
|                                                             | Gheorghe Tarîță                                                            | 1.232 | 3,67   | 1  |
|                                                             |                                                                            |       |        |    |
|                                                             | Mișcarea Populară Antimafie                                                | 366   | 1,09   | 0  |
|                                                             | Partidul Național Liberal                                                  | 146   | 0,43   | 0  |
|                                                             | Candidați independenți                                                     | 2.484 | 7,40   | 0  |
| Total (procent 47.36%)                                      | Total (procent 47.36%)                                                     | 33577 | 100,00 | 33 |
| Sursă: cec.md Arhivat în 16 iunie 2015, la Wayback Machine. |                                                                            |       |        |    |

#### Consiliul raional Cimișlia
Rezultatele alegerilor locale din 14 iunie 2015 în Consiliul raional Cimișlia
|                                                             | Blocul electoral „Platforma Populară Europeană din Moldova — Iurie Leancă” | 5.809  | 26,02  | 10 |
|                                                             | Partidul Democrat din Moldova                                              | 4.363  | 19,54  | 7  |
|                                                             | Partidul Liberal Democrat din Moldova                                      | 3.974  | 17,80  | 6  |
|                                                             | Partidul Comuniștilor din Republica Moldova                                | 2.305  | 10,32  | 3  |
|                                                             | Partidul Socialiștilor din Republica Moldova                               | 2.164  | 9,69   | 3  |
|                                                             | Partidul Nostru                                                            | 1.276  | 5,72   | 2  |
|                                                             | Partidul Liberal                                                           | 1.250  | 5,60   | 2  |
|                                                             |                                                                            |        |        |    |
|                                                             | Partidul Verde Ecologist                                                   | 164    | 0,73   | 0  |
|                                                             | Partidul Renaștere                                                         | 145    | 0,65   | 0  |
|                                                             | Candidați independenți                                                     | 875    | 3,93   | 0  |
| Total (procent 45.47%)                                      | Total (procent 45.47%)                                                     | 22.325 | 100,00 | 33 |
| Sursă: cec.md Arhivat în 16 iunie 2015, la Wayback Machine. |                                                                            |        |        |    |

#### Consiliul raional Criuleni
Rezultatele alegerilor locale din 14 iunie 2015 în Consiliul raional Criuleni
|                                                             | Partidul Liberal Democrat din Moldova                                      | 11.052 | 34,21  | 12 |
|                                                             | Partidul Democrat din Moldova                                              | 5.648  | 17,48  | 6  |
|                                                             | Partidul Comuniștilor din Republica Moldova                                | 4.852  | 15,02  | 5  |
|                                                             | Partidul Liberal                                                           | 4.630  | 14,33  | 5  |
|                                                             | Blocul electoral „Platforma Populară Europeană din Moldova — Iurie Leancă” | 2.186  | 6,77   | 2  |
|                                                             | Partidul Socialiștilor din Republica Moldova                               | 1.899  | 5,88   | 2  |
|                                                             | Partidul Nostru                                                            | 865    | 2,68   | 1  |
|                                                             |                                                                            |        |        |    |
|                                                             | Partidul Popular din Republica Moldova                                     | 298    | 0,92   | 0  |
|                                                             | Partidul Național Liberal                                                  | 209    | 0,65   | 0  |
|                                                             | Candidați independenți                                                     | 670    | 2,08   | 0  |
| Total (procent 56.44%)                                      | Total (procent 56.44%)                                                     | 32.309 | 100,00 | 33 |
| Sursă: cec.md Arhivat în 16 iunie 2015, la Wayback Machine. |                                                                            |        |        |    |

#### Consiliul raional Dondușeni
Rezultatele alegerilor locale din 14 iunie 2015 în Consiliul raional Dondușeni
|                                                             | Partidul Democrat din Moldova                | 4.601  | 23,12  | 7  |
|                                                             | Partidul Liberal Democrat din Moldova        | 3.751  | 18,85  | 5  |
|                                                             | Partidul Socialiștilor din Republica Moldova | 3.326  | 16,71  | 5  |
|                                                             | Partidul Nostru                              | 3.275  | 16,45  | 5  |
|                                                             | Partidul Comuniștilor din Republica Moldova  | 3.013  | 15,14  | 4  |
|                                                             | Partidul Liberal                             | 866    | 4,35   | 1  |
|                                                             |                                              |        |        |    |
|                                                             | Partidul Popular din Republica Moldova       | 160    | 0,80   | 0  |
|                                                             | Partidul "Casa Noastră — Moldova"            | 79     | 0,40   | 0  |
|                                                             | Partidul Național Liberal                    | 48     | 0,24   | 0  |
|                                                             | Candidați independenți                       | 784    | 3,93   | 0  |
| Total (procent 58.27%)                                      | Total (procent 58.27%)                       | 19.903 | 100,00 | 27 |
| Sursă: cec.md Arhivat în 16 iunie 2015, la Wayback Machine. |                                              |        |        |    |

#### Consiliul raional Drochia
Rezultatele alegerilor locale din 14 iunie 2015 în Consiliul raional Drochia
|                                                             | Partidul Nostru                                                            | 7.873  | 22,66  | 9  |
|                                                             | Partidul Democrat din Moldova                                              | 6.019  | 17,33  | 6  |
|                                                             | Partidul Socialiștilor din Republica Moldova                               | 5.485  | 15,79  | 6  |
|                                                             | Partidul Liberal Democrat din Moldova                                      | 4.844  | 13,94  | 5  |
|                                                             | Partidul Comuniștilor din Republica Moldova                                | 4.415  | 12,71  | 5  |
|                                                             | Blocul electoral „Platforma Populară Europeană din Moldova — Iurie Leancă” | 1.584  | 4,56   | 1  |
|                                                             | Partidul Liberal                                                           | 1.290  | 3,71   | 1  |
|                                                             |                                                                            |        |        |    |
|                                                             | Partidul Național Liberal                                                  | 428    | 1,23   | 0  |
|                                                             | Partidul Popular din Republica Moldova                                     | 256    | 0,74   | 0  |
|                                                             | Partidul "Casa Noastră — Moldova"                                          | 189    | 0,54   | 0  |
|                                                             | Candidați independenți                                                     | 2.355  | 6,77   | 0  |
| Total (procent 50.13%)                                      | Total (procent 50.13%)                                                     | 34.738 | 100,00 | 33 |
| Sursă: cec.md Arhivat în 16 iunie 2015, la Wayback Machine. |                                                                            |        |        |    |

#### Consiliul raional Dubăsari
Rezultatele alegerilor locale din 14 iunie 2015 în Consiliul raional Dubăsari
|                                                             | Partidul Comuniștilor din Republica Moldova                                | 5.389  | 40,50  | 12 |
|                                                             | Partidul Democrat din Moldova                                              | 2.097  | 15,76  | 5  |
|                                                             | Partidul Liberal Democrat din Moldova                                      | 1.872  | 14,07  | 4  |
|                                                             | Partidul Socialiștilor din Republica Moldova                               | 1.608  | 12,08  | 3  |
|                                                             | Blocul electoral „Platforma Populară Europeană din Moldova — Iurie Leancă” | 691    | 5,19   | 1  |
|                                                             | Partidul Nostru                                                            | 524    | 3,94   | 1  |
|                                                             | Partidul Liberal                                                           | 482    | 3,62   | 1  |
|                                                             |                                                                            |        |        |    |
|                                                             | Partidul Popular din Republica Moldova                                     | 115    | 0,86   | 0  |
|                                                             | Partidul Național Liberal                                                  | 68     | 0,51   | 0  |
|                                                             | Candidați independenți                                                     | 460    | 3,46   | 0  |
| Total (procent 47.72%)                                      | Total (procent 47.72%)                                                     | 13.306 | 100,00 | 27 |
| Sursă: cec.md Arhivat în 16 iunie 2015, la Wayback Machine. |                                                                            |        |        |    |

#### Consiliul raional Edineț
Rezultatele alegerilor locale din 14 iunie 2015 în Consiliul raional Edineț
|                                                             | Partidul Democrat din Moldova                                              | 8.814  | 25,86  | 9  |
|                                                             | Partidul Liberal Democrat din Moldova                                      | 6.791  | 19,92  | 7  |
|                                                             | Partidul Nostru                                                            | 6.042  | 17,73  | 6  |
|                                                             | Partidul Socialiștilor din Republica Moldova                               | 5.292  | 15,53  | 6  |
|                                                             | Partidul Comuniștilor din Republica Moldova                                | 3.557  | 10,44  | 4  |
|                                                             | Partidul Liberal                                                           | 1.202  | 3,53   | 1  |
|                                                             |                                                                            |        |        |    |
|                                                             | Blocul electoral „Platforma Populară Europeană din Moldova — Iurie Leancă” | 570    | 1,67   | 0  |
|                                                             | Partidul Popular din Republica Moldova                                     | 343    | 1,01   | 0  |
|                                                             | Partidul "Democrația Acasă"                                                | 179    | 0,53   | 0  |
|                                                             | Partidul Național Liberal                                                  | 108    | 0,32   | 0  |
|                                                             | Candidați independenți                                                     | 1.185  | 3,47   | 0  |
| Total (procent 53.62%)                                      | Total (procent 53.62%)                                                     | 34.083 | 100,00 | 33 |
| Sursă: cec.md Arhivat în 16 iunie 2015, la Wayback Machine. |                                                                            |        |        |    |

#### Consiliul raional Fălești
Rezultatele alegerilor locale din 14 iunie 2015 în Consiliul raional Fălești
|                                                             | Partidul Nostru                                                            | 10.207 | 28,51  | 10 |
|                                                             | Partidul Socialiștilor din Republica Moldova                               | 6.414  | 17,92  | 6  |
|                                                             | Partidul Democrat din Moldova                                              | 6.026  | 16,83  | 6  |
|                                                             | Partidul Liberal Democrat din Moldova                                      | 5.354  | 14,96  | 5  |
|                                                             | Partidul Comuniștilor din Republica Moldova                                | 4.098  | 11,45  | 4  |
|                                                             | Partidul Liberal                                                           | 1.991  | 5,56   | 1  |
|                                                             | Blocul electoral „Platforma Populară Europeană din Moldova — Iurie Leancă” | 1.027  | 2,87   | 1  |
|                                                             |                                                                            |        |        |    |
|                                                             | Partidul Popular din Republica Moldova                                     | 432    | 1,21   | 0  |
|                                                             | Partidul Național Liberal                                                  | 250    | 0,70   | 0  |
| Total (procent 51.16%)                                      | Total (procent 51.16%)                                                     | 35.799 | 100,00 | 33 |
| Sursă: cec.md Arhivat în 16 iunie 2015, la Wayback Machine. |                                                                            |        |        |    |

#### Consiliul raional Florești
Rezultatele alegerilor locale din 14 iunie 2015 în Consiliul raional Florești
|                                                             | Partidul Liberal Democrat din Moldova                                      | 8.160  | 22,71  | 8  |
|                                                             | Partidul Democrat din Moldova                                              | 7.524  | 20,94  | 8  |
|                                                             | Partidul Comuniștilor din Republica Moldova                                | 7.323  | 20,38  | 7  |
|                                                             | Partidul Socialiștilor din Republica Moldova                               | 4.557  | 12,68  | 4  |
|                                                             | Partidul Nostru                                                            | 4.298  | 11,96  | 4  |
|                                                             | Partidul Liberal                                                           | 1.557  | 4,33   | 1  |
|                                                             | Blocul electoral „Platforma Populară Europeană din Moldova — Iurie Leancă” | 1.506  | 4,19   | 1  |
|                                                             |                                                                            |        |        |    |
|                                                             | Partidul Popular din Republica Moldova                                     | 725    | 2,02   | 0  |
|                                                             | Partidul Național Liberal                                                  | 275    | 0,77   | 0  |
| Total (procent 51.21%)                                      | Total (procent 51.21%)                                                     | 35.925 | 100,00 | 33 |
| Sursă: cec.md Arhivat în 16 iunie 2015, la Wayback Machine. |                                                                            |        |        |    |

#### Consiliul raional Glodeni
Rezultatele alegerilor locale din 14 iunie 2015 în Consiliul raional Glodeni
|                                                             | Partidul Democrat din Moldova                                              | 7.547  | 31,13  | 10 |
|                                                             | Partidul Nostru                                                            | 4.894  | 20,19  | 7  |
|                                                             | Partidul Liberal Democrat din Moldova                                      | 3.803  | 15,69  | 5  |
|                                                             | Partidul Socialiștilor din Republica Moldova                               | 3.518  | 14,51  | 5  |
|                                                             | Partidul Comuniștilor din Republica Moldova                                | 2.198  | 9,07   | 3  |
|                                                             | Partidul Liberal                                                           | 1.374  | 5,67   | 2  |
|                                                             | Blocul electoral „Platforma Populară Europeană din Moldova — Iurie Leancă” | 909    | 3,75   | 1  |
| Total (procent 52.17%)                                      | Total (procent 52.17%)                                                     | 24.243 | 100,00 | 33 |
| Sursă: cec.md Arhivat în 16 iunie 2015, la Wayback Machine. |                                                                            |        |        |    |

#### Consiliul raional Hâncești
Rezultatele alegerilor locale din 14 iunie 2015 în Consiliul raional Hâncești
|                                                             | Partidul Liberal Democrat din Moldova                                      | 15.071 | 33,52  | 13 |
|                                                             | Partidul Democrat din Moldova                                              | 11.215 | 24,95  | 10 |
|                                                             | Partidul Socialiștilor din Republica Moldova                               | 3.927  | 8,74   | 3  |
|                                                             | Partidul Liberal                                                           | 3.926  | 8,73   | 3  |
|                                                             | Partidul Comuniștilor din Republica Moldova                                | 3.855  | 8,58   | 3  |
|                                                             | Blocul electoral „Platforma Populară Europeană din Moldova — Iurie Leancă” | 3.263  | 7,26   | 2  |
|                                                             | Partidul Nostru                                                            | 1.495  | 3,33   | 1  |
|                                                             |                                                                            |        |        |    |
|                                                             | Partidul Național Liberal                                                  | 667    | 1,48   | 0  |
|                                                             | Partidul Popular din Republica Moldova                                     | 318    | 0,71   | 0  |
|                                                             | Candidați independenți                                                     | 1.219  | 2,71   | 0  |
| Total (procent 46.39%)                                      | Total (procent 46.39%)                                                     | 44.956 | 100,00 | 35 |
| Sursă: cec.md Arhivat în 16 iunie 2015, la Wayback Machine. |                                                                            |        |        |    |

#### Consiliul raional Ialoveni
Rezultatele alegerilor locale din 14 iunie 2015 în Consiliul raional Ialoveni
|                                                             | Partidul Liberal Democrat din Moldova                                      | 13.745 | 34,05  | 13 |
|                                                             | Partidul Democrat din Moldova                                              | 10.869 | 26,93  | 10 |
|                                                             | Partidul Liberal                                                           | 5.681  | 14,07  | 5  |
|                                                             | Blocul electoral „Platforma Populară Europeană din Moldova — Iurie Leancă” | 3.924  | 9,72   | 3  |
|                                                             | Partidul Comuniștilor din Republica Moldova                                | 3.025  | 7,49   | 2  |
|                                                             | Partidul Socialiștilor din Republica Moldova                               | 1.474  | 3,65   | 1  |
|                                                             | Partidul Nostru                                                            | 1.203  | 2,98   | 1  |
|                                                             |                                                                            |        |        |    |
|                                                             | Partidul Național Liberal                                                  | 226    | 0,56   | 0  |
|                                                             | Partidul Popular din Republica Moldova                                     | 220    | 0,54   | 0  |
| Total (procent 50.61%)                                      | Total (procent 50.61%)                                                     | 40.367 | 100,00 | 35 |
| Sursă: cec.md Arhivat în 16 iunie 2015, la Wayback Machine. |                                                                            |        |        |    |

#### Consiliul raional Leova
Rezultatele alegerilor locale din 14 iunie 2015 în Consiliul raional Leova
|                                                             | Partidul Democrat din Moldova                                              | 6.976  | 33,76  | 12 |
|                                                             | Partidul Liberal Democrat din Moldova                                      | 5.450  | 26,49  | 9  |
|                                                             | Partidul Comuniștilor din Republica Moldova                                | 2.192  | 10,65  | 4  |
|                                                             | Partidul Socialiștilor din Republica Moldova                               | 1.728  | 8,40   | 3  |
|                                                             | Partidul Liberal                                                           | 1.405  | 6,83   | 2  |
|                                                             | Partidul Nostru                                                            | 1.296  | 6,30   | 2  |
|                                                             | Blocul electoral „Platforma Populară Europeană din Moldova — Iurie Leancă” | 996    | 4,84   | 1  |
|                                                             |                                                                            |        |        |    |
|                                                             | Partidul Național Liberal                                                  | 340    | 1,65   | 0  |
|                                                             | Partidul Popular din Republica Moldova                                     | 223    | 1,08   | 0  |
| Total (procent 48.77%)                                      | Total (procent 48.77%)                                                     | 20.576 | 100,00 | 33 |
| Sursă: cec.md Arhivat în 16 iunie 2015, la Wayback Machine. |                                                                            |        |        |    |

#### Consiliul raional Nisporeni
Rezultatele alegerilor locale din 14 iunie 2015 în Consiliul raional Nisporeni
|                                                             | Partidul Democrat din Moldova                                              | 9.806  | 38,52  | 15 |
|                                                             | Partidul Liberal Democrat din Moldova                                      | 6.021  | 23,65  | 9  |
|                                                             | Partidul Liberal                                                           | 3.211  | 12,61  | 4  |
|                                                             | Blocul electoral „Platforma Populară Europeană din Moldova — Iurie Leancă” | 1.758  | 6,91   | 2  |
|                                                             | Partidul Comuniștilor din Republica Moldova                                | 1.688  | 6,63   | 2  |
|                                                             | Partidul Socialiștilor din Republica Moldova                               | 1.260  | 4,95   | 1  |
|                                                             |                                                                            |        |        |    |
|                                                             | Partidul Național Liberal                                                  | 134    | 0,53   | 0  |
|                                                             | Candidați independenți                                                     | 1.577  | 6,20   | 0  |
| Total (procent 49.24%)                                      | Total (procent 49.24%)                                                     | 25.455 | 100,00 | 33 |
| Sursă: cec.md Arhivat în 16 iunie 2015, la Wayback Machine. |                                                                            |        |        |    |

#### Consiliul raional Ocnița
Rezultatele alegerilor locale din 14 iunie 2015 în Consiliul raional Ocnița
|                                                             | Partidul Socialiștilor din Republica Moldova                               | 5.987  | 26,05  | 9  |
|                                                             | Partidul Comuniștilor din Republica Moldova                                | 5.241  | 22,81  | 8  |
|                                                             | Partidul Nostru                                                            | 3.680  | 16,01  | 6  |
|                                                             | Partidul Democrat din Moldova                                              | 3.619  | 15,75  | 5  |
|                                                             | Partidul Liberal Democrat din Moldova                                      | 3.272  | 14,24  | 5  |
|                                                             |                                                                            |        |        |    |
|                                                             | Blocul electoral „Platforma Populară Europeană din Moldova — Iurie Leancă” | 525    | 2,28   | 0  |
|                                                             | Partidul Popular din Republica Moldova                                     | 291    | 1,27   | 0  |
|                                                             | Partidul Liberal                                                           | 281    | 1,22   | 0  |
|                                                             | Partidul Național Liberal                                                  | 84     | 0,37   | 0  |
| Total (procent 56.25%)                                      | Total (procent 56.25%)                                                     | 22.280 | 100,00 | 33 |
| Sursă: cec.md Arhivat în 16 iunie 2015, la Wayback Machine. |                                                                            |        |        |    |

#### Consiliul raional Orhei
Rezultatele alegerilor locale din 14 iunie 2015 în Consiliul raional Orhei
|                                                             | Partidul Democrat din Moldova                                              | 12.472 | 24,83  | 9  |
|                                                             | Partidul Liberal Democrat din Moldova                                      | 12.204 | 24,30  | 9  |
|                                                             | Partidul Liberal                                                           | 7.558  | 15,05  | 6  |
|                                                             | Partidul Socialiștilor din Republica Moldova                               | 4.703  | 9,36   | 3  |
|                                                             | Blocul electoral „Platforma Populară Europeană din Moldova — Iurie Leancă” | 4.041  | 8,05   | 3  |
|                                                             | Partidul Comuniștilor din Republica Moldova                                | 3.101  | 6,17   | 2  |
|                                                             | Partidul Nostru                                                            | 2.873  | 5,82   | 2  |
|                                                             | Blocul electoral „Lista Poporului”                                         | 1.434  | 2,85   | 1  |
|                                                             |                                                                            |        |        |    |
|                                                             | Partidul Popular din Republica Moldova                                     | 384    | 0,76   | 0  |
|                                                             | Partidul Național Liberal                                                  | 355    | 0,71   | 0  |
|                                                             | Candidați independenți                                                     | 1.104  | 2,20   | 0  |
| Total (procent 52.38%)                                      | Total (procent 52.38%)                                                     | 50.229 | 100,00 | 27 |
| Sursă: cec.md Arhivat în 16 iunie 2015, la Wayback Machine. |                                                                            |        |        |    |

#### Consiliul raional Rezina
Rezultatele alegerilor locale din 14 iunie 2015 în Consiliul raional Rezina
|                                                             | Partidul Democrat din Moldova                                              | 7.839  | 37,07  | 11 |
|                                                             | Partidul Liberal Democrat din Moldova                                      | 4.378  | 20,70  | 6  |
|                                                             | Partidul Comuniștilor din Republica Moldova                                | 2.828  | 13,37  | 4  |
|                                                             | Partidul Liberal                                                           | 2.225  | 10,52  | 3  |
|                                                             | Partidul Socialiștilor din Republica Moldova                               | 1.981  | 9,37   | 2  |
|                                                             | Partidul Nostru                                                            | 721    | 3,41   | 1  |
|                                                             |                                                                            |        |        |    |
|                                                             | Blocul electoral „Platforma Populară Europeană din Moldova — Iurie Leancă” | 515    | 2,44   | 0  |
|                                                             | Partidul Regiunilor din Moldova                                            | 346    | 1,64   | 0  |
|                                                             | Partidul "Democrația Acasă"                                                | 245    | 1,16   | 0  |
|                                                             | Partidul Național Liberal                                                  | 71     | 0,34   | 0  |
| Total (procent 55.79%)                                      | Total (procent 55.79%)                                                     | 21.149 | 100,00 | 27 |
| Sursă: cec.md Arhivat în 16 iunie 2015, la Wayback Machine. |                                                                            |        |        |    |

#### Consiliul raional Râșcani
Rezultatele alegerilor locale din 14 iunie 2015 în Consiliul raional Râșcani
|                                                             | Partidul Liberal Democrat din Moldova                                      | 6.697  | 22,92  | 9  |
|                                                             | Partidul Nostru                                                            | 6.008  | 20,56  | 8  |
|                                                             | Partidul Democrat din Moldova                                              | 5.811  | 19,88  | 7  |
|                                                             | Partidul Socialiștilor din Republica Moldova                               | 5.036  | 17,23  | 6  |
|                                                             | Partidul Comuniștilor din Republica Moldova                                | 1.991  | 6,81   | 2  |
|                                                             | Partidul Liberal                                                           | 977    | 3,34   | 1  |
|                                                             |                                                                            |        |        |    |
|                                                             | Blocul electoral „Platforma Populară Europeană din Moldova — Iurie Leancă” | 469    | 1,60   | 0  |
|                                                             | Partidul Renaștere                                                         | 199    | 0,68   | 0  |
|                                                             | Partidul Popular din Republica Moldova                                     | 189    | 0,65   | 0  |
|                                                             | Partidul Național Liberal                                                  | 97     | 0,33   | 0  |
|                                                             | Blocul electoral „Lista Poporului”                                         | 96     | 0,33   | 0  |
|                                                             | Candidați independenți                                                     | 1.654  | 5,65   | 0  |
| Total (procent 54.92%)                                      | Total (procent 54.92%)                                                     | 29.224 | 100,00 | 33 |
| Sursă: cec.md Arhivat în 16 iunie 2015, la Wayback Machine. |                                                                            |        |        |    |

#### Consiliul raional Sângerei
Rezultatele alegerilor locale din 14 iunie 2015 în Consiliul raional Sângerei
|                                                             | Partidul Democrat din Moldova                                              | 7.686  | 23,35  | 8  |
|                                                             | Partidul Liberal Democrat din Moldova                                      | 7.515  | 22,83  | 8  |
|                                                             | Partidul Socialiștilor din Republica Moldova                               | 4.587  | 13,93  | 5  |
|                                                             | Partidul Comuniștilor din Republica Moldova                                | 4.424  | 13,44  | 5  |
|                                                             | Partidul Nostru                                                            | 3.446  | 10,47  | 3  |
|                                                             | Blocul electoral „Platforma Populară Europeană din Moldova — Iurie Leancă” | 2.877  | 8,74   | 3  |
|                                                             | Partidul Liberal                                                           | 1.475  | 4,48   | 1  |
|                                                             |                                                                            |        |        |    |
|                                                             | Partidul Popular din Republica Moldova                                     | 282    | 0,86   | 0  |
|                                                             | Partidul Național Liberal                                                  | 212    | 0,64   | 0  |
|                                                             | Candidați independenți                                                     | 412    | 1,25   | 0  |
| Total (procent 48.10%)                                      | Total (procent 48.10%)                                                     | 32.916 | 100,00 | 33 |
| Sursă: cec.md Arhivat în 16 iunie 2015, la Wayback Machine. |                                                                            |        |        |    |

#### Consiliul raional Șoldănești
Rezultatele alegerilor locale din 14 iunie 2015 în Consiliul raional Șoldănești
|                                                             | Partidul Democrat din Moldova                                              | 6.047  | 32,28  | 10 |
|                                                             | Partidul Liberal Democrat din Moldova                                      | 4.540  | 24,23  | 7  |
|                                                             | Partidul Comuniștilor din Republica Moldova                                | 1.992  | 10,63  | 3  |
|                                                             | Partidul Socialiștilor din Republica Moldova                               | 1.626  | 8,68   | 2  |
|                                                             | Partidul Nostru                                                            | 1.560  | 8,33   | 2  |
|                                                             | Partidul Liberal                                                           | 1.417  | 7,56   | 2  |
|                                                             | Blocul electoral „Platforma Populară Europeană din Moldova — Iurie Leancă” | 1.146  | 6,12   | 1  |
|                                                             |                                                                            |        |        |    |
|                                                             | Partidul Renaștere                                                         | 189    | 1,01   | 0  |
|                                                             | Partidul Național Liberal                                                  | 87     | 0,46   | 0  |
|                                                             | Blocul electoral „Lista Poporului”                                         | 46     | 0,25   | 0  |
|                                                             | Candidați independenți                                                     | 84     | 0,45   | 0  |
| Total (procent 57.06%)                                      | Total (procent 57.06%)                                                     | 18.734 | 100,00 | 27 |
| Sursă: cec.md Arhivat în 16 iunie 2015, la Wayback Machine. |                                                                            |        |        |    |

#### Consiliul raional Soroca
Rezultatele alegerilor locale din 14 iunie 2015 în Consiliul raional Soroca
|                                                             | Partidul Liberal Democrat din Moldova                                      | 9.354  | 24,42  | 9  |
|                                                             | Partidul Socialiștilor din Republica Moldova                               | 6.564  | 17,14  | 7  |
|                                                             | Partidul Democrat din Moldova                                              | 6.029  | 15,74  | 6  |
|                                                             | Partidul Nostru                                                            | 5.885  | 15,37  | 5  |
|                                                             | Partidul Comuniștilor din Republica Moldova                                | 4.215  | 11,01  | 4  |
|                                                             | Blocul electoral „Platforma Populară Europeană din Moldova — Iurie Leancă” | 2.362  | 6,17   | 3  |
|                                                             | Partidul Liberal                                                           | 1.944  | 5,08   | 1  |
|                                                             |                                                                            |        |        |    |
|                                                             | Mișcarea Populară Antimafie                                                | 745    | 1,95   | 0  |
|                                                             | Partidul Popular din Republica Moldova                                     | 620    | 1,62   | 0  |
|                                                             | Partidul Național Liberal                                                  | 582    | 1,52   | 0  |
| Total (procent 49.83%)                                      | Total (procent 49.83%)                                                     | 38.300 | 100,00 | 33 |
| Sursă: cec.md Arhivat în 16 iunie 2015, la Wayback Machine. |                                                                            |        |        |    |

#### Consiliul raional Ștefan Vodă
Rezultatele alegerilor locale din 14 iunie 2015 în Consiliul raional Ștefan Vodă
|                                                             | Partidul Democrat din Moldova                                              | 7.807  | 28,30  | 10 |
|                                                             | Partidul Liberal Democrat din Moldova                                      | 7.448  | 27,00  | 10 |
|                                                             | Partidul Socialiștilor din Republica Moldova                               | 3.740  | 13,56  | 5  |
|                                                             | Partidul Comuniștilor din Republica Moldova                                | 3.543  | 12,84  | 4  |
|                                                             | Blocul electoral „Platforma Populară Europeană din Moldova — Iurie Leancă” | 1.782  | 6,46   | 2  |
|                                                             | Partidul Nostru                                                            | 1.433  | 5,19   | 1  |
|                                                             | Partidul Liberal                                                           | 1.180  | 4,28   | 1  |
|                                                             |                                                                            |        |        |    |
|                                                             | Partidul Național Liberal                                                  | 226    | 0,82   | 0  |
|                                                             | Candidați independenți                                                     | 430    | 1,56   | 0  |
| Total (procent 49.53%)                                      | Total (procent 49.53%)                                                     | 27.589 | 100,00 | 33 |
| Sursă: cec.md Arhivat în 16 iunie 2015, la Wayback Machine. |                                                                            |        |        |    |

#### Consiliul raional Strășeni
Rezultatele alegerilor locale din 14 iunie 2015 în Consiliul raional Strășeni
|                                                             | Partidul Democrat din Moldova                                              | 8.920  | 24,11  | 9  |
|                                                             | Partidul Liberal Democrat din Moldova                                      | 7.504  | 20,28  | 7  |
|                                                             | Partidul Liberal                                                           | 6.670  | 18,03  | 6  |
|                                                             | Blocul electoral „Platforma Populară Europeană din Moldova — Iurie Leancă” | 5.068  | 13,70  | 5  |
|                                                             | Partidul Comuniștilor din Republica Moldova                                | 3.902  | 10,55  | 3  |
|                                                             | Partidul Socialiștilor din Republica Moldova                               | 2.317  | 6,26   | 2  |
|                                                             | Partidul Nostru                                                            | 1.178  | 3,18   | 1  |
|                                                             |                                                                            |        |        |    |
|                                                             | Partidul Național Liberal                                                  | 529    | 1,43   | 0  |
|                                                             | Partidul Popular din Republica Moldova                                     | 147    | 0,40   | 0  |
|                                                             | Candidați independenți                                                     | 761    | 2,06   | 0  |
| Total (procent 50.03%)                                      | Total (procent 50.03%)                                                     | 36.996 | 100,00 | 33 |
| Sursă: cec.md Arhivat în 16 iunie 2015, la Wayback Machine. |                                                                            |        |        |    |

#### Consiliul raional Taraclia
Rezultatele alegerilor locale din 14 iunie 2015 în Consiliul raional Taraclia
|                                                             | Partidul Socialiștilor din Republica Moldova | 4.637  | 28,42  | 10 |
|                                                             | Partidul Nostru                              | 3.157  | 19,35  | 6  |
|                                                             | Partidul Comuniștilor din Republica Moldova  | 3.091  | 18,96  | 6  |
|                                                             | Serghei Filipov                              | 1.867  | 11,44  | 1  |
|                                                             | Partidul Democrat din Moldova                | 1.754  | 10,75  | 3  |
|                                                             | Partidul Liberal Democrat din Moldova        | 803    | 4,92   | 1  |
|                                                             |                                              |        |        |    |
|                                                             | Blocul electoral „Lista Poporului”           | 216    | 1,32   | 0  |
|                                                             | Candidați independenți                       | 790    | 4,84   | 0  |
| Total (procent 48.06%)                                      | Total (procent 48.06%)                       | 16.318 | 100,00 | 27 |
| Sursă: cec.md Arhivat în 16 iunie 2015, la Wayback Machine. |                                              |        |        |    |

#### Consiliul raional Telenești
Rezultatele alegerilor locale din 14 iunie 2015 în Consiliul raional Telenești
|                                                             | Partidul Liberal Democrat din Moldova                                      | 11.042 | 38,29  | 13 |
|                                                             | Partidul Democrat din Moldova                                              | 8.042  | 27,89  | 10 |
|                                                             | Partidul Liberal                                                           | 4.240  | 14,70  | 5  |
|                                                             | Partidul Comuniștilor din Republica Moldova                                | 1.704  | 5,91   | 2  |
|                                                             | Blocul electoral „Platforma Populară Europeană din Moldova — Iurie Leancă” | 1.649  | 5,72   | 2  |
|                                                             | Partidul Socialiștilor din Republica Moldova                               | 875    | 3,03   | 1  |
|                                                             |                                                                            |        |        |    |
|                                                             | Partidul Nostru                                                            | 781    | 2,71   | 0  |
|                                                             | Partidul Național Liberal                                                  | 504    | 1,75   | 0  |
| Total (procent 52.29%)                                      | Total (procent 52.29%)                                                     | 28.837 | 100,00 | 33 |
| Sursă: cec.md Arhivat în 16 iunie 2015, la Wayback Machine. |                                                                            |        |        |    |

#### Consiliul raional Ungheni
Rezultatele alegerilor locale din 14 iunie 2015 în Consiliul raional Ungheni
|                                                             | Partidul Liberal Democrat din Moldova                                      | 10.389 | 24,57  | 10 |
|                                                             | Partidul Democrat din Moldova                                              | 8.185  | 19,36  | 7  |
|                                                             | Partidul Socialiștilor din Republica Moldova                               | 5.560  | 13,15  | 5  |
|                                                             | Partidul Comuniștilor din Republica Moldova                                | 4.896  | 11,58  | 4  |
|                                                             | Partidul Liberal                                                           | 3.857  | 9,12   | 3  |
|                                                             | Partidul Nostru                                                            | 3.130  | 7,40   | 3  |
|                                                             | Blocul electoral „Platforma Populară Europeană din Moldova — Iurie Leancă” | 1.658  | 3,92   | 1  |
|                                                             | Iurie Toma                                                                 | 1.592  | 3,76   | 1  |
|                                                             | Eduard Bejenari                                                            | 1.350  | 3,19   | 1  |
|                                                             |                                                                            |        |        |    |
|                                                             | Partidul Verde Ecologist                                                   | 526    | 1,24   | 0  |
|                                                             | Partidul Național Liberal                                                  | 193    | 0,46   | 0  |
|                                                             | Partidul Popular din Republica Moldova                                     | 173    | 0,41   | 0  |
|                                                             | Candidați independenți                                                     | 778    | 1,84   | 0  |
| Total (procent 47.77%)                                      | Total (procent 47.77%)                                                     | 42.287 | 100,00 | 35 |
| Sursă: cec.md Arhivat în 16 iunie 2015, la Wayback Machine. |                                                                            |        |        |    |